# Kannrückchen

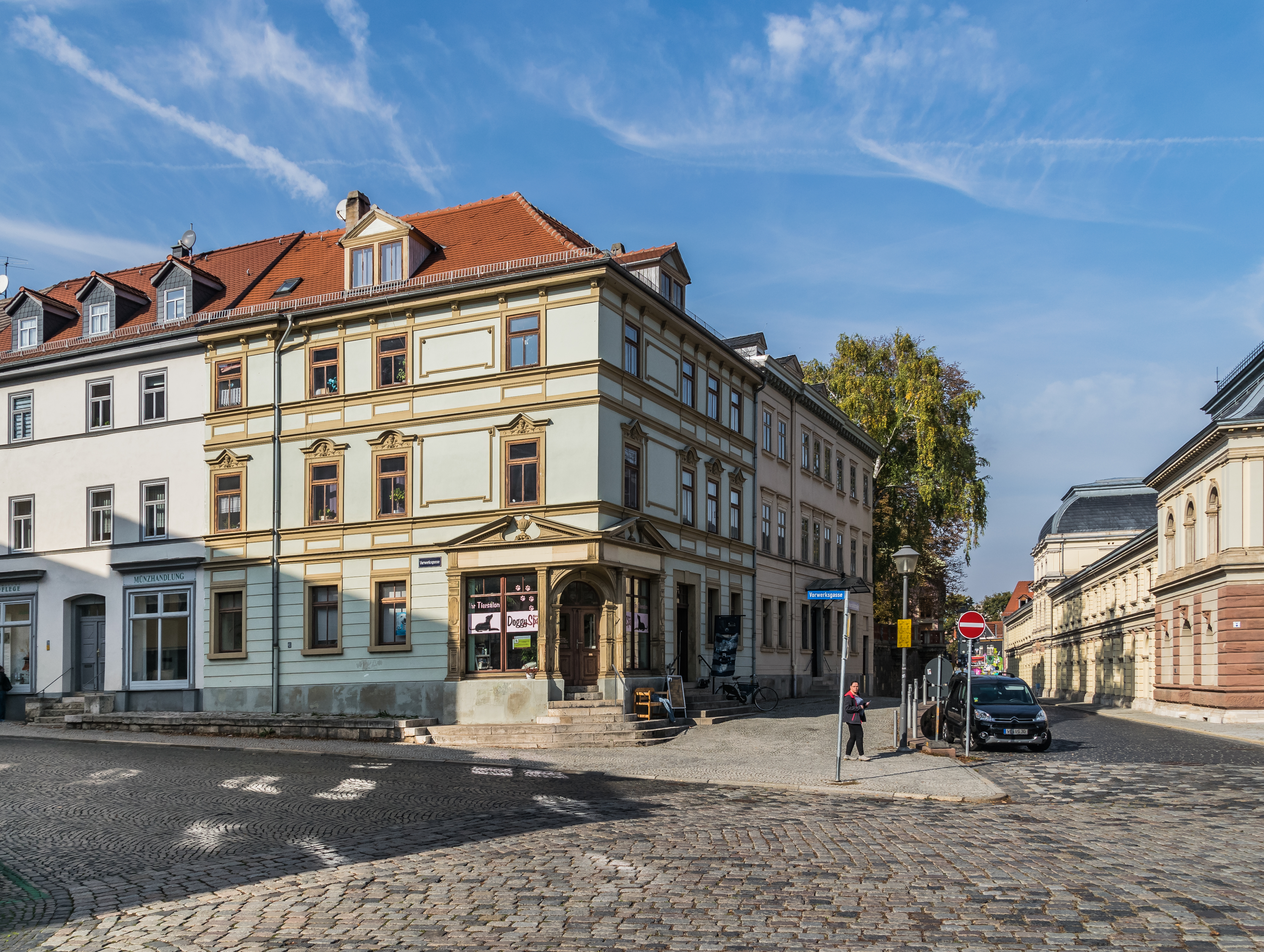
Marstallstraße 1/Ecke Vorwerksgasse in Weimar: Eckhaus mit Kannrückchen

Kannrückchen steht regionalhistorisch für:
1. erhöhte Bürgersteige, die sich mehr als 50 Zentimeter über der angrenzenden Fahrbahn erheben. Sie bilden oder bildeten eine Unfallgefahr für Fußgänger, besonders dort, wo diese Bürgersteige nicht durch Geländer gesichert gewesen sind bzw. schlecht beleuchtet sind oder waren. Nach Hannelore Henze, welche die Weimarer Kannrückchen beschrieben hatte, liegt im Namen Kannrückchen das Wort Rick für ein Gestell aus Latten oder Stangen,[1] an denen Kannen aufgehängt wurden.[2] Henze beschrieb diese in Weimars Vorwerksgasse und am Graben. Dieses Kannrückchen in der Vorwerksgasse/Ecke zur Marstallstraße ist zum Teil noch erhalten.[3][4][5]
2. im Thüringischen für eine Ablage über der Vertäfelung in der Küche für Küchengeräte.[6][7]